# Auguste Édouard Cerfberr
Auguste Édouard Cerfberr (Épinal, 1811-1858) fue un escritor francés.

## Biografía
Tras completar sus estudios de Derecho, accedió a la Administración, en la que desempeñó varios altos cargos; el último de ellos, el de prefecto e inspector general de prisiones en Grenoble.
Fue autor de las siguientes obras:
- Du Gouvernement d'Alger (París, 1834)
- Des Sociétés de Bienfaisance Mutuelle, ou des Moyens d'Améliorer le Sort des Classes Ouvrières (Grenoble, 1836).
- Projet d'établissement d'un pénitencier d'essai à Paris (París, 1840)